# Ghost Rider (film 2007)
Ghost Rider – amerykański fantastyczny film akcji z 2007 roku na podstawie serii komiksów o postaci o tym samym pseudonimie wydawnictwa Marvel Comics. Za reżyserię i scenariusz filmu odpowiadał Mark Steven Johnson. Tytułową rolę zagrał Nicolas Cage, a obok niego w głównych rolach wystąpili: Eva Mendes, Wes Bentley, Sam Elliott, Donal Logue i Peter Fonda.
W filmie główny bohater, kaskader Johnny Blaze zawarł pakt z diabłem, aby ocalić życie ojca. Wskutek tego przemienia się nocą w ognistego  mściciela, Ghost Ridera. Jako jedyny, który może podróżować pomiędzy obydwoma światami, Blaze musi pokonać Blackhearta, demona, który chce zająć miejsce Mefistofelesa i stworzyć gorsze piekło od tego, które istnieje.
Światowa premiera filmu Ghost Rider miała miejsce 15 lutego 2007 roku w Nowym Jorku. W Polsce zadebiutował 23 lutego tego samego roku. Film przy budżecie 110 milionów dolarów zarobił niecałe 229 milionów. Otrzymał on przeważnie negatywne oceny od krytyków. Jego kontynuacja, Ghost Rider 2, miała premierę w 2012 roku. W 2013 roku prawa do postaci powróciły do Marvel Studios.

## Obsada
- Nicolas Cage jako Johnny Blaze / Ghost Rider, motocyklista-kaskader, który zawarł pakt z diabłem, chcąc uratować swojego ojca przed śmiercią. Zostaje przekształcony w nadprzyrodzonego demonicznego łowcę dusz, Ghost Ridera, polującego na demony, które uciekły z piekła dla Mefistofelesa. Matt Long zagrał młodego Johnny’ego Blaze’a[1].
- Eva Mendes jako Roxanne Simpson, reporterka i dziewczyna Johnny’ego Blaze’a, która poznał w dzieciństwie. Raquel Alessi zagrała młodą Roxanne[1].
- Wes Bentley jako Blackheart, syn Mefistofelesa, który pragnie obalić ojca[1].
- Sam Elliott jako Carter Slade / Dozorca, poprzedni Ghost Rider oraz sojusznik i mentor Blaze’a[1].
- Donal Logue jako Mack, współpracownik Johnny'ego[1].
- Peter Fonda jako Mefistofeles, diabeł, z którym Blaze zawarł pakt, aby uratować ojca[1].

W filmie ponadto wystąpili: Brett Cullen jako Barton Blaze, zmarły ojciec Johnny’ego i były kaskader; David Roberts jako Jack Dolan, kapitan policji oraz Laurence Breuls jako Gressil, Daniel Frederiksen jako Wallow i Mathew Wilkinson jako Abigor, upadłe anioły, które służą Blackheartowi.

## Produkcja

### Rozwój projektu
W 1992 roku Marvel Entertainment rozpoczął prace nad adaptacją filmową Ghost Ridera i prowadził rozmowy z producentami filmowymi. W 1997 roku poinformowano, że Gale Anne Hurd została producentem, a Jonathan Hensleigh został zatrudniony do napisania scenariusza. W maju 2000 roku David S. Goyer pracował nad scenariuszem. Również wyjawiono, że Marvel podpisał umowę z Crystal Sky Entertainment, a Jon Voight został producentem. Prace nad filmem miały rozpocząć się na początku 2001 roku z budżetem 75 milionów dolarów. W sierpniu tego samego roku poinformowano, że Dimension Films będzie współfinansować film, a na stanowisko reżysera został zatrudniony Stephen Norrington, który ostatecznie zrezygnował na rzecz pracy na filmem Tick Tock, który nie został zrealizowany. 
Po sukcesie filmu Spider-Man (2002) Columbia Pictures rozpoczęło rozmowy dotyczące odkupienia praw do postaci od Dimension Films, a Shane Salerno został poproszony o przepisanie scenariusza Goyera. W kwietniu 2003 roku Mark Steven Johnson został zatrudniony na stanowisko reżysera i rozpoczął poprawki scenariusza Salerno. Początkowo głównym antagonistą miał być Scarecrow, jednak studio przekonało Johnsona do zmiana na Blackhearta, ze względu na to, że DC Comics również ma postać Scarecrow.

### Casting
W 2000 roku Johnny Depp był rozważany przez studio do zagrania głównej roli. Avi Arad zaproponował ją Ericowi Banie, jednak został on ostatecznie obsadzony w filme Hulk. W maju 2001 roku pojawiły się doniesienia, że Nicolas Cage jest zainteresowany tytułową rolą. Cage na jakiś zrezygnował, kiedy ubiegał się o rolę w filmie Constantine. W kwietniu 2003 roku potwierdzono, że zagra on Ghost Ridera. Mark Steven Johnson ujawnił, że Cage był jedynym aktorem, który był brany pod uwagę do tej roli. W styczniu 2005 roku poinformowano, że Wes Bentley zagra Blackhearta. W następnym miesiącu do obsady dołączyli: Eva Mendes jako Roxanne Simpson oraz Laurence Breuls, Daniel Frederiksen i Mathew Wilkinson. Na początku marca ujawniono, że w filmie wystąpią: Peter Fonda jako Mefistofeles oraz Matt Long, Sam Elliott i Donal Logue.

### Zdjęcia i postprodukcja
Zdjęcia do filmu rozpoczęły się 14 lutego 2005 roku w Australii w studiu filmowym Melbourne Docklands. Prace na planie zrealizowano również w dzielnicy motocyklowej w Melbourne. Zdjęcia zakończyły się w czerwcu. Dodatkowe zdjęcia zrealizowano w kwietniu 2006 roku w Vancouver. Za zdjęcia odpowiadał Russell Boyd, scenografią zajął się Kirk M. Petrucelli, a kostiumy zaprojektowała Lizzy Gardiner.
Montażem filmu zajął się Richard Francis-Bruce. Efekty specjalne przygotowały studia Sony Pictures Imageworks, Cafe FX i Digital Dream, a odpowiadał za nie Kevin Mack.

## Muzyka
Muzykę do filmu skomponował Christopher Young. Album, Ghost Rider: Original Motion Picture Soundtrack, został wydany 13 lutego 2007 roku przez Varèse Sarabande.
| Ghost Rider: Original Motion Picture Soundtrack – 2007 | Ghost Rider: Original Motion Picture Soundtrack – 2007 | Ghost Rider: Original Motion Picture Soundtrack – 2007 |
| Nr                                                     | Tytuł utworu                                           | Długość                                                |
| ------------------------------------------------------ | ------------------------------------------------------ | ------------------------------------------------------ |
| 1.                                                     | „Ghost Rider”                                          | 3:16                                                   |
| 2.                                                     | „Blackheart Beat”                                      | 3:06                                                   |
| 3.                                                     | „Artistry in Death”                                    | 4:13                                                   |
| 4.                                                     | „A Thing for Karen Carpenter”                          | 2:01                                                   |
| 5.                                                     | „Cemetery Dance”                                       | 5:31                                                   |
| 6.                                                     | „More Sinister Than Popcorn”                           | 5:40                                                   |
| 7.                                                     | „No Way to Wisdom”                                     | 2:15                                                   |
| 8.                                                     | „Chain Chariot”                                        | 6:18                                                   |
| 9.                                                     | „Santa Sardonicus”                                     | 3:36                                                   |
| 10.                                                    | „Penance Stare”                                        | 5:26                                                   |
| 11.                                                    | „San Venganza”                                         | 3:22                                                   |
| 12.                                                    | „Blood Signature”                                      | 2:08                                                   |
| 13.                                                    | „Serenade to a Daredevil's Devil”                      | 1:53                                                   |
| 14.                                                    | „Nebuchadnezzar Phase”                                 | 5:52                                                   |
| 15.                                                    | „The West Was Built on Legends”                        | 3:59                                                   |
|                                                        |                                                        | 58:36                                                  |

## Wydanie
Światowa premiera filmu Ghost Rider miała miejsce 15 lutego 2007 roku w Nowym Jorku, podczas której pojawili się obsada i twórcy filmu oraz zaproszeni goście. 16 lutego film zadebiutował dla szerszej publiczności w Stanach Zjednoczonych. W Polsce pojawił się 23 lutego tego samego roku.

## Odbiór

### Box office
Ghost Rider, przy budżecie szacowanym na 110 milionów dolarów, zarobił prawie 229 milionów, z czego w Stanach Zjednoczonych i Kanadzie prawie 116 milionów.

### Krytyka w mediach
Film spotkał się z negatywnymi opiniami krytyków. W serwisie Rotten Tomatoes 26% ze 139 recenzji uznano za pozytywne, a średnia ocen wystawionych na ich podstawie wyniosła 4,2/10. Na portalu Metacritic średnia ważona ocen z 20 recenzji wyniosła 35 punktów na 100. Natomiast według serwisu CinemaScore, zajmującego się mierzeniem atrakcyjności filmów w Stanach Zjednoczonych, publiczność przyznała mu ocenę B w skali od F do A+.
Robert Koehler z „Variety” stwierdził, że „Ghost Rider byłby najfajniejszy, gdyby został stworzony za grosze w stylu Rogera Cormana jako szybka gotycka przygoda”. Peter Bradshaw z „The Guardian” napisał, że film jest „śmieszny, przyjemny, przypominający filmy z serii Blade”. William Thomas z „Empire Magazine” ocenił, że jest to „blockbuster, który oferuje wystarczająco dziwacznych przyjemności, aby poczuć się świeżo i nieprzewidywalnie”. Jeannette Catsoulis z „The New York Times” stwierdził, że „Ghost Rider ucieleśnia nadzieje franczyzy, które mogą zostać zniszczone przez główną postać, która jest bardziej zabawna niż przerażająca”.

### Nominacje
| Rok  | Ceremonia               | Kategoria                                                                  | Nominowani                                                                              | Rezultat  | Przypis |
| ---- | ----------------------- | -------------------------------------------------------------------------- | --------------------------------------------------------------------------------------- | --------- | ------- |
| 2007 | Golden Schmoes Awards   | Najgorszy film roku                                                        | Ghost Rider                                                                             | Nominacja | [ 36 ]  |
| 2007 | Golden Schmoes Awards   | Największe rozczarowanie roku                                              | Ghost Rider                                                                             | Nominacja | [ 36 ]  |
| 2008 | Golden Raspberry Awards | Najgorszy aktor                                                            | Nicolas Cage                                                                            | Nominacja | [ 37 ]  |
| 2008 | Saturn Awards           | Najlepszy horror                                                           | Ghost Rider                                                                             | Nominacja | [ 38 ]  |
| 2008 | Golden Reel Awards      | Najlepszy montaż dźwięku w filmie pełnometrażowym – dialogi i technika ADR | Dane A. Davis, Stephanie Flack, Bobbi Banks, David A. Cohen, Chris Hogan, Fred Stafford | Nominacja | [ 39 ]  |

## Kontynuacja
W lutym 2007 roku wyjawiono, że w planach jest sequel. W lipcu 2010 roku poinformowano, że Mark Neveldine i Brian Taylor zajmą się reżyserią. Ghost Rider 2 (oryg. Ghost Rider: Spirit of Vengeance) zadebiutował w 2012 roku. Scenariusz napisali Scott Gimple, Seth Hoffman i David S. Goyer. Nicolas Cage powrócił w tytułowej roli, a obok niego w rolach głównych wystąpili: Ciarán Hinds, Violante Placido, Johnny Whitworth, Christopher Lambert i Idris Elba. W lutym 2012 roku Neveldine i Taylor poinformowali, że trwają rozmowy dotyczące trzeciej części. Jednak w 2013 roku prawa do postaci powróciły do Marvel Studios, a plany na kontynuację z Cage’em zostały anulowane. W 2016 roku Gabriel Luna zagrał inną wersję Ghost Ridera, Robbiego Reyesa, w czwartym sezonie serialu Agenci T.A.R.C.Z.Y.